# KNVB beker 2016-2017
La KNVB Beker 2016-2017 è stata la 99ª edizione della KNVB beker di calcio. La competizione è iniziata il 17 agosto 2016 con gli incontri del primo turno e si è conclusa il 30 aprile 2017 con la vittoria del Vitesse sull'AZ Alkmaar per 2-0.

## Squadre partecipanti
| Eredivisie (18) | Eerste Divisie (17) | Topklasse (26) | Hoofdklasse (15) | Eerste Klasse (4) Tweede Klasse (2) Derde Klasse (3)                               |
| ADO Den Haag Ajax AZ Alkmaar Cambuur De Graafschap Excelsior Feyenoord Groningen Heerenveen Heracles Almelo N.E.C. PEC Zwolle PSV Roda JC Twente Utrecht Vitesse Willem II | Achilles '29 Almere City Den Bosch Dordrecht Eindhoven Emmen Fortuna Sittard Go Ahead Eagles Helmond Sport MVV NAC Breda TOP Oss RKC Waalwijk Sparta Rotterdam Telstar Volendam VVV-Venlo | AFC Barendrecht Capelle De Treffers EVV Excelsior Maassluis GVVV HBS Koninklijke HFC HHC HSC '21 IJsselmeervogels JVC Cuijk Kozakken Boys Lienden Lisse OJC Rosmalen ONS Sneek Rijnsburgse Boys Spakenburg SVV Scheveningen TEC VV UNA USV Hercules VVSB WKE | ACV Blauw Geel '38 DOVO Excelsior '31 Genemuiden Groene Ster RKSV Halsteren Harkemase Boys HSV Hoek Noordwijk RKAVV Sparta Nijkerk Staphorst Ter Leede Vlissingen | Berkum Hoogland Longa '30 Nieuwegein Dubbeldam SC Feyenoord Blerick SCM Zaanlandia |

## Fase preliminare

### Primo turno
| Squadra 1           | Risultato       | Squadra 2       |
| ------------------- | --------------- | --------------- |
| 20 settembre 2016   |                 |                 |
| SVV Scheveningen    | 1 – 2           | Emmen           |
| Capelle             | 0 – 4           | Groningen       |
| Rijnvogels          | 0 – 1           | Cambuur         |
| Rijnsburgse Boys    | 0 – 2           | Almere City     |
| NAC Breda           | 0 – 2           | VVV-Venlo       |
| JVC Cuijk           | 1 – 3           | Telstar         |
| Kozakken Boys       | 3 – 0           | Helmond Sport   |
| HHC                 | 2 – 2 (6-7 dcr) | Jodan Boys      |
| Barendrecht         | 0 – 1           | Excelsior       |
| EVV                 | 0 – 3           | RKC Waalwijk    |
| Volendam            | 3 – 3 (5-4 dcr) | MVV             |
| Den Bosch           | 2 – 3           | Eindhoven       |
| IJsselmeervogels    | 3 – 1           | Achilles '29    |
| Heerenveen          | 5 – 1 (dts)     | De Graafschap   |
| 21 settembre 2016   |                 |                 |
| Dongen              | 1 – 3           | Go Ahead Eagles |
| PSV                 | 4 – 0           | Roda JC         |
| Excelsior Maassluis | 1 – 3 (dts)     | Heracles Almelo |
| N.E.C.              | 1 – 1 (3-5 dcr) | ADO Den Haag    |
| Achilles Veen       | 1 – 4           | VVSB            |
| UNA                 | 1 – 0           | Huizen          |
| De Treffers         | 0 – 3           | ASWH            |
| Spakenburg          | 2 – 1           | Fortuna Sittard |
| Koninklijke HFC     | 6 – 1           | OJC Rosmalen    |
| DVS '33             | 1 – 4           | PEC Zwolle      |
| Sparta Rotterdam    | 3 – 1           | Dordrecht       |
| Lienden             | 1 – 4           | AZ Alkmaar      |
| Katwijk             | 2 – 1           | Harkemase Boys  |
| Ajax                | 5 – 0           | Willem II       |
| Twente              | 1 – 3           | Utrecht         |
| ASV De Dijk         | 2 – 7           | Vitesse         |
| HSC '21             | 1 – 5           | TEC VV          |
| Feyenoord           | 4 – 1           | TOP Oss         |

### Secondo turno
| Squadra 1        | Risultato   | Squadra 2       |
| ---------------- | ----------- | --------------- |
| 25 ottobre 2016  |             |                 |
| VVSB             | 3 – 0       | Katwijk         |
| TEC VV           | 0 – 4       | Cambuur         |
| ADO Den Haag     | 2 – 1       | Telstar         |
| Go Ahead Eagles  | 1 – 2       | Jodan Boys      |
| Volendam         | 2 – 1 (dts) | Almere City     |
| Spakenburg       | 2 – 3       | ASWH            |
| Sparta Rotterdam | 3 – 1       | PSV             |
| 26 ottobre 2016  |             |                 |
| Kozakken Boys    | 1 – 6       | Ajax            |
| Heracles Almelo  | 5 – 0       | UNA             |
| AZ Alkmaar       | 1 – 0       | Emmen           |
| IJsselmeervogels | 3 – 1       | Koninklijke HFC |
| Vitesse          | 4 – 1       | RKC Waalwijk    |
| Utrecht          | 1 – 0       | Groningen       |
| Feyenoord        | 4 – 0       | Excelsior       |
| 27 ottobre 2016  |             |                 |
| PEC Zwolle       | 2 – 1       | VVV-Venlo       |
| Eindhoven        | 1 – 2       | Heerenveen      |

## Fase finale

### Ottavi di finale
| Squadra 1        | Risultato | Squadra 2        |
| ---------------- | --------- | ---------------- |
| 13 dicembre 2016 |           |                  |
| Volendam         | 4 – 1     | VVSB             |
| IJsselmeervogels | 0 – 1     | Heerenveen       |
| 14 dicembre 2016 |           |                  |
| PEC Zwolle       | 1 – 2     | Utrecht          |
| AZ Alkmaar       | 2 – 0     | ASWH             |
| Vitesse          | 4 – 0     | Jodan Boys       |
| Feyenoord        | 5 – 1     | ADO Den Haag     |
| 15 dicembre 2016 |           |                  |
| Cambuur          | 2 – 1     | Ajax             |
| Heracles Almelo  | 0 – 3     | Sparta Rotterdam |

### Quarti di finale
| Squadra 1       | Risultato         | Squadra 2        |
| --------------- | ----------------- | ---------------- |
| 24 gennaio 2017 |                   |                  |
| Volendam        | 1 – 1 (5 - 6 dtr) | Sparta Rotterdam |
| 25 gennaio 2017 |                   |                  |
| Utrecht         | 2 – 2 (6 - 7 dtr) | Cambuur          |
| AZ Alkmaar      | 1 – 0             | Heerenveen       |
| 26 gennaio 2017 |                   |                  |
| Vitesse         | 2 – 0             | Feyenoord        |

### Semifinali
| Squadra 1        | Risultato         | Squadra 2 |
| ---------------- | ----------------- | --------- |
| AZ Alkmaar       | 0 – 0 (3 - 2 dtr) | Cambuur   |
| Sparta Rotterdam | 1 – 2             | Vitesse   |

### Finale
| Squadra 1 | Risultato | Squadra 2  |
| --------- | --------- | ---------- |
| Vitesse   | 2 - 0     | AZ Alkmaar |

| Arbitro: | Danny Makkelie |

|                          |           |  |
| van Wolfswinkel 81’, 88’ | Marcatori |  |